# Heydenia madagascariensis
Heydenia madagascariensis is een vliesvleugelig insect uit de familie Pteromalidae. De wetenschappelijke naam is voor het eerst geldig gepubliceerd in 1961 door Hedqvist.